# 范廷琥

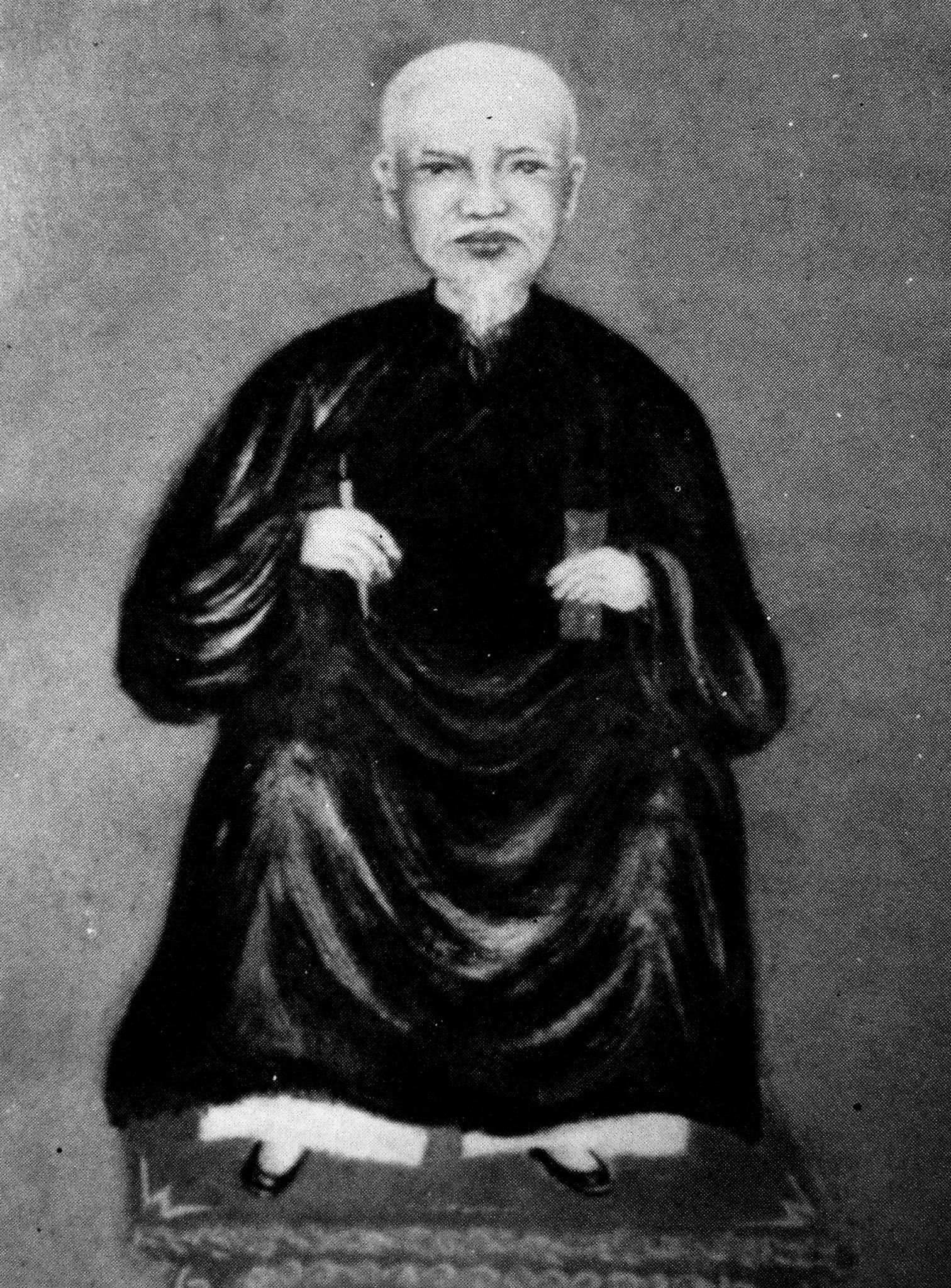
范廷琥

范廷琥（越南语：／；1768年—1832年），字秉直，號松年，又號珠峰，別號東野樵，號昭琥先生，越南阮朝官員，詩人，文學家。

## 生平
范廷琥是海陽省平江府唐安縣人。父親范廷玾是黎朝景興年間舉人，仕至太僕寺卿。范廷琥年少好學，但屢試不第，於是更加用功讀書，對書中典故十分稔熟。在家期間，與女詩人胡春香多有來往，胡春香現存詩集中，有多首答和范廷琥之作。
明命二年（1821年），明命帝北上河內，接受清朝冊封時，聽說范廷琥之名，在行在召見范廷琥。范廷琥奏對合明命帝之意，明命帝下令按照六部行走之職給予范廷琥俸祿。范廷琥上表進獻《黎朝會典》二卷和《邦交典例》一卷和《景興辛巳冊封使館書柬諸集》。後明命帝召范廷琥進行擔任翰林院行走，范廷琥上疏乞回。明命七年（1826年），明命帝再召范廷琥進京，授予翰林院編修一職，不久晉升承旨。范廷琥上進《安南志》和《烏州近錄》各一冊，獲得明命帝稱賞，並任命其為國子監祭酒。明命八年（1827年），范廷琥因病告假回鄉，後因遲歸而被解除國子監祭酒一職，重新擔任承旨。後來，又擔任翰林院侍講學士。
明命十三年（1832年）閏九月，范廷琥因病告假，不久因病去世。

## 著作
范廷琥一生著作頗豐。著有《日用常谈》、《義經測蠡》、《雨中隨筆》、《桑滄偶錄》、《易膚叢說》、《東野學言詩集》、《蠡測問答》、《行在面對記》、《松竹蓮梅四友》、《珠峰雜草》、《乾坤一覽》、《參考雜記》、《群書參考》、《備考》、《曹大家女戒》。

## 子女
- 子范廷璦，字潤甫